# Golfo del Drin
Il Golfo del Drin (albanese: Gjiri i Drinit) è un golfo nel Mare Adriatico lungo la costa settentrionale dell'Albania. Prende il nome dal Drin uno dei fiumi che sfocia in questo golfo insieme all'Ishëm e al Mat. Il golfo va dal delta del fiume Boiana fino a Capo Rodoni.

## Biodiversità
Lungo la costa ci sono diverse aree protette tra cui la Laguna di Patok.
Nel golfo sono presenti 2 specie di tartarughe marine in via di estinzione, la Tartaruga comune (Caretta caretta) e la Tartaruga Verde (Chelonia mydas), sono presenti anche cetacei tra cui lo Zifio (Ziphius cavirostris) e molte specie di delfini come la Stenella striata (Stenella coeruleoalba), il Grampo (Grampus griseus) e il tursiope (Tursiops truncatus).

## Abitati lungo la costa
I maggiori insediamenti sono San Giovanni di Medua e Tale, frazioni di Alessio e Velipojë, frazione di Scutari.